# Bridgette Wilson
Leann Bridgette Wilson-Sampras (sinh ngày 25 tháng 9 năm 1973) là một nữ diễn viên người Mỹ kiêm ca sĩ và người mẫu. Cô đã đạt giải Miss Teen USA vào năm 1990 đồng thời còn tham gia nhiêu vai trong những bộ phim hành động trong truyền hình và điện ảnh như Veronica Vaughn trong phim Billy Madison, vai Shivers Elsa trong bộ phim I Know What You Did Last Summer, The Wedding Planne, và vai diễn Sonya Blade trong bộ phim Mortal Kombat với những cảnh chiến đấu võ thuật quyết liệt, hấp dẫn.

## Đời tư
Bridgette Wilson sinh ra ở Gold Beach, Oregon, là con gái của Kathy và Dale Wilson. Em gái của cô Tracy Wilson, cũng là một nữ diễn viên. Cô kết hôn với tay vợt Pete Sampras năm 2000, họ có hai người con trai là Christian Sampras, cậu con trai đầu lòng và Ryan Nikolaos Sampras. Cô được bầu chọn là một trong mười WAGs (Vợ và bạn gái của các cầu thủ, vận động viên) quyến rũ nhất Wimbledon năm 2010.

## Các phim đã đóng
- Saved by the Bell (1989)
- Santa Barbara (1993)
- Last Action Hero (1993) - Whitney/Meredith
- Higher Learning (1995) - Nicole
- Billy Madison (1995) - Veronica Vaughn
- Rồng đen 1 (1995) - Sonya Blade
- Nixon (1995) - Sandy
- Final Vendetta (1996) - Jennifer Clark
- Unhook the Stars (1996) - Jeannie Hawks
- Marina (1997)
- Nevada (1997) - June
- The Stepsister (1997) (TV) - Melinda Harrison
- The Real Blonde (1997) - Sahara
- I Know What You Did Last Summer (1997) - Elsa Shivers
- Sweet Evil (1997)
- Host (1998) (TV) - Julit Spring
- Starstruck (1998) - Sandra
- The Suburbans (1999) - Lara
- Love Stinks (1999) - Chelsea Turner
- Ngôi nhà trên đồi quỷ ám (1999) - Melissa Margaret Marr
- Sắc đẹp (2000) - Lorna Larkin, Hoa hậu Texas
- Con đường (2000) TV - Bridget Deshiel
- The Wedding Planner (2001) - Francine Donolly
- Just Visiting (2001) - Amber
- Buying the Cow (2002) - Sarah
- Extreme Ops (2002) - Chloe
- Frasier (1 tập, 2002) - Kris
- CSI: Miami (1 tập, 2003) - Gabriela Betancourt
- Shopgirl (2005) - Lisa Cramer
- Carpoolers (2008) - Dorrit
- Phantom Punch (2009) - Farah